# Irlandzkie strajki bankowe
Irlandzkie strajki bankowe pomiędzy 1966 i 1976 rokiem to seria trzech strajków trwających w sumie około roku, w czasie których zamknięte były wszystkie stowarzyszone banki świadczące usługi detaliczne w Republice Irlandii. Strajki umożliwiły ekonomistom zbadanie funkcjonowania współczesnej gospodarki w sytuacji, w której uniemożliwiony jest dostęp do lokat bankowych.
Strajki objęły następujące stowarzyszone banki: Bank of Ireland, Allied Irish Banks, Northern Bank i Ulster Bank. Strajki trwały:
- od 7 maja do 30 lipca 1966
- od 1 maja do 17 listopada 1970
- od 28 czerwca do 6 września 1976

Najdłuższym ze strajków był ten z 1970, trwał sześć miesięcy. Bank centralny umożliwił w ograniczonym stopniu dokonywanie wypłat gotówki z banków niestowarzyszonych. Strajk wpłynął nie tylko na transakcje finansowe, dotknął także rynku nieruchomości, gdyż wiele dokumentów było przechowywanych w bankach. Wpływ na irlandzką gospodarkę był zaskakująco mały, gdyż Irlandczycy obracali między sobą czekami na zasadzie wzajemnego zaufania, skutecznie zastępując nimi pieniądze. Kraj przeszedł przez strajk zasadniczo suchą stopą, jednak duża firma (Palgrave Murphy) upadła, gdy strajk się kończył i zostawały zawierane porozumienia, ale do tego bankructwa najprawdopodobniej i tak by doszło. Strajk miał niewielki wpływ na główne problemy gospodarcze kraju, którymi były bezrobocie i niepokoje w przemyśle, spowodowane inflacją.